# Епархия Сьюдад-Хуареса
Епархия Сьюдад-Хуареса (лат. Dioecesis Civitatis Iuarezensis) — епархия Римско-католической церкви с центром в городе Сьюдад-Хуарес, Мексика. В рамках епархии действует 68 приходов, на территории епархии проживают более 2 млн католиков.Общая площадь епархии 29 639 км2.

## История
10 апреля 1957 года Римский папа Пий XII издал буллу «In similitudinem Christi», которой учредил епархию Сьюдад-Хуареса, выделив её из архиепархии Чиуауа.

## Ординарии епархии
- епископ Manuel Talamás Camandari (21 мая 1957 — 11 июля 1992, в отставке);[1]
- епископ Хуан Сандоваль Иньигес (11 июля 1992 — 21 апреля 1994 — назначен архиепископом Гвадалахары);[1]
- епископ Renato Ascencio León (7 октября 1994 — 20 декабря 2014, в отставке);[1]
- епископ José Guadalupe Torres Campos (20 декабря 2014 — настоящее время).[1]